# Groupement d'appui aux rapatriés et réfugiés
Le Groupe d'Appui aux Rapatriés et Réfugiés (GARR) est une organisation non gouvernementale haïtienne qui lutte contre la discrimination et l'injustice subis par les Haïtiens à l'étranger, notamment en République dominicaine.

## Historique
Le Groupement d'appui aux rapatriés et réfugiés a pris naissance en août 1991, à la suite de la décision du président de la République dominicaine d'expulser de son territoire toute personne suspectée de nationalité haïtienne. Entre juin et septembre 1991, plus de 75 000 personnes avaient été ainsi expulsées. Face à cette situation, une dizaine d'ONG haïtiennes et étrangères décidèrent de coordonner leurs efforts pour apporter une contribution dans la gestion de drame humain. Le GARR compte parmi ces organisations, le Mouvement des Femmes Dominico-Haïtiennes (MUDHA), le Mouvement socio-culturel des travailleurs haïtiens (MOSCTHA), ou encore le "Sant Kad Levèk" (Centre Karl-Lévêque) qui fut créé par Paul Dejean.
Le GARR a son siège à Port-au-Prince. La militante haïtienne des droits de l'homme, Colette Lespinasse, coordonne l'ensemble des actions du GARR depuis 1999,. Elle travaille étroitement avec d'autres responsables associatifs et militants des droits de l'homme, telle que Sonia Pierre ou encore l'ancien ministre et militant des droits de l'homme, le prêtre Paul Dejean mort en 2005. Ce dernier participa activement à la préparation des nouveaux statuts du GARR en 1998.

## Actions et objectifs
Le Groupement d’appui aux rapatriés et réfugiés est une plateforme d’organisations non gouvernementales qui se bat pour le respect des droits des migrants haïtiens et des réfugiés se trouvant en Haïti. Le GARR milite en faveur d’une gestion interétatique de la migration et du respect des diversités culturelles pour faciliter le rapprochement entre les peuples que la mobilité humaine qui découle de la mondialisation.
Le GARR a pour objectif de plaidoyer en vue de faire changer certaines politiques, pratiques et lois défavorables aux immigrants et promouvoir de bonnes relations entre les peuples, particulièrement entre Haïti et la République dominicaine. 
Le GARR mène de nombreuses actions en vue d'accueillir et porter secours aux Haïtiens expulsés de la République Dominicaine, puis participer à leur réinsertion, sensibiliser l'opinion publique sur la situation des immigrants haïtiens et leur famille, dénoncer le trafic et la traite de personnes qui a cours à la frontière haitiano-dominicaine et plaider en faveur du respect des droits de l'homme pour tous ces migrants tant sur le plan national qu'international.
En octobre 2009, le Groupe d’appui aux rapatriés et réfugiés (Garr), le réseau national de défense des droits humains (Rnddh), la plateforme des organisations haïtiennes de défense de droits humains (Pohdh), Tét kole ti peyizan ayisyen et la plateforme haïtienne de plaidoyer pour un développement alternatif (Papda), ont rédigé une lettre ouverte au président d'Haïti, René Préval et à son Premier ministre, Michèle Pierre-Louis, pour dénoncer la campagne haineuse perpétrée contre les Haïtiens et leur pays en République dominicaine.